# Florian Wellbrock
Florian Wellbrock (* 19. August 1997 in Bremen) ist ein deutscher Schwimmsportler, der überwiegend über längere Freistilstrecken und im Freiwasser startet. Er ist zehnfacher Weltmeister (2019–25) und gewann 2021 über die 10-km-Freiwasserdistanz die Goldmedaille bei den Olympischen Spielen in Tokio. Auf der Kurzbahn wurde er 2021 Weltmeister über 1500 Meter Freistil und hält seitdem den Weltrekord auf dieser Strecke. Wellbrock wurde im Juni 2022 in die Spitzensportförderung der Bundeswehr aufgenommen und ist aktuell in der Sportfördergruppe Berlin beheimatet.

## Sportliche Karriere
Wellbrock begann bei einem Kurs im Tenever-Bad in Bremen mit dem Schwimmen. 2015 wechselte er von Bremen zum SC Magdeburg und besuchte dort das Sportinternat. Er gehört beim SC Magdeburg zur Trainingsgruppe von Bundestrainer Bernd Berkhahn.

### 2015–2016: Erste Erfolge
Wellbrock nahm an den Weltmeisterschaften 2015 in Kazan teil und erreichte im Freiwasserschwimmen über fünf Kilometer den fünften Rang. Bei den Olympischen Spielen 2016 in Rio de Janeiro nahm er am Wettbewerb über die 1500 Meter Freistil teil.

### 2018: Deutsche Rekorde und Europameister
Bei den Swim Open Stockholm 2018 unterbot Wellbrock den 27 Jahre alten deutschen Rekord von Jörg Hoffmann über 1500 Meter Freistil in 14:40,69 Minuten um fast zehn Sekunden und stellte gleichzeitig eine Weltjahresbestzeit auf. Zudem brach er über 800 Meter Freistil in 7:46,85 Minuten den deutschen Rekord von Christian Kubusch aus dem Jahr 2010.
Bei den Europameisterschaften 2018 in Glasgow gewann Wellbrock über 1500 Meter Freistil mit einer Zeit von 14:36,15 Minuten den Titel und verbesserte erneut den deutschen Rekord um 4,54 Sekunden.

### 2019: Doppelweltmeister
Bei den Welttitelkämpfen in Gwangju wurde Wellbrock am 16. Juli 2019 Weltmeister über zehn Kilometer im Freiwasser. Nachdem er über 800 Meter überraschend im Vorlauf ausgeschieden war, gewann er am 28. Juli 2019 über 1500 Meter Freistil in 14:36,54 Minuten seine zweite Goldmedaille in einem Dreikampf mit Mychajlo Romantschuk (Ukraine) und Gregorio Paltrinieri (Italien). Noch nie zuvor hatte ein Schwimmer bei einer Weltmeisterschaft Einzelgold sowohl im Becken als auch im Freiwasser geholt. Anschließend sicherte er sich bei den Deutschen Meisterschaften 2019 die Titel über 400, 800 und 1500 Meter Freistil.
Bei den Deutschen Kurzbahnmeisterschaften 2019 stellte er in 7:32,04 Minuten einen neuen deutschen Rekord über 800 Meter Freistil auf.

### 2021–2022: Olympiasieger, Weltrekord und weitere WM-Titel

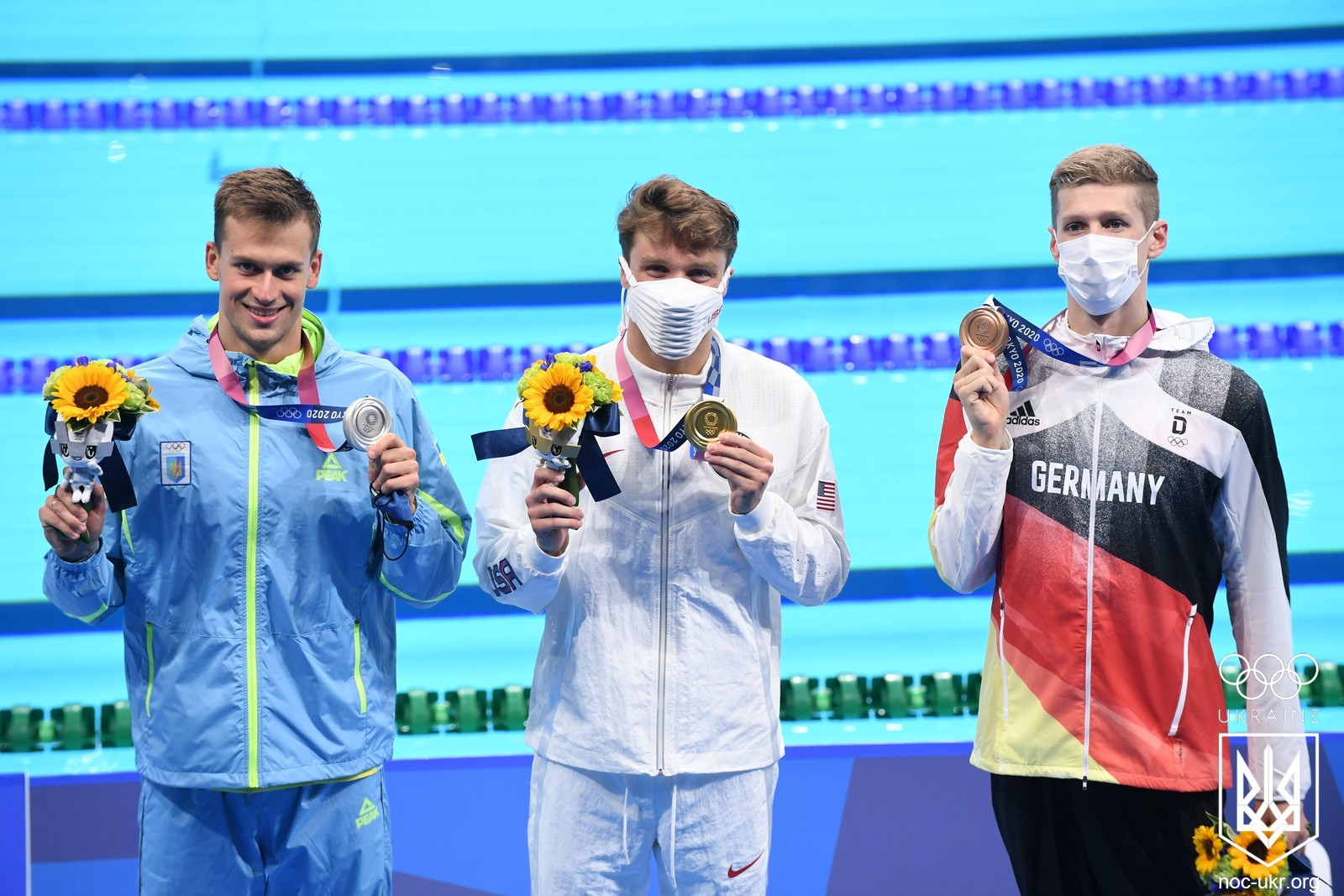
Florian Wellbrock (rechts) mit seiner Bronzemedaille in Tokio (2021)

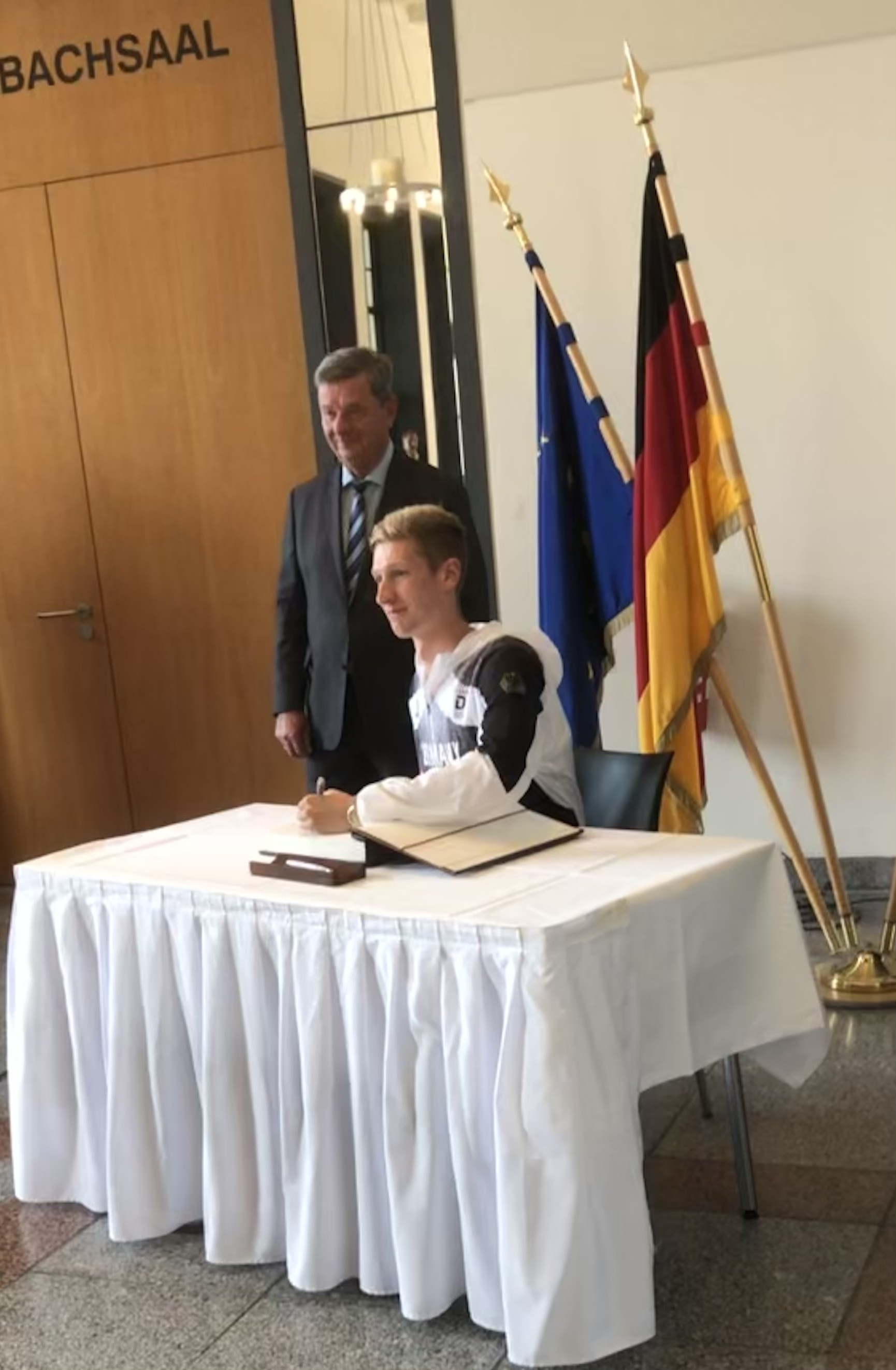
Wellbrock beim Eintrag ins Goldene Buch der Stadt Magdeburg, August 2021

Bei den aufgrund der COVID-19-Pandemie um ein Jahr verschobenen Olympischen Sommerspielen in Tokio startete Wellbrock über 800 Meter Freistil, 1500 Meter Freistil und im 10-Kilometer-Freiwasserwettbewerb. Im Finale seiner ersten Disziplin über 800 m Freistil führte er bis zur letzten Wende, musste sich dann aber hinter dem US-Amerikaner Robert Finke sowie Gregorio Paltrinieri und Mychajlo Romantschuk mit dem vierten Platz zufriedengeben.
Im Finale des 1500-Meter-Freistilwettbewerbs wurde er hinter Finke und Romantschuk Dritter und somit Bronzemedaillengewinner. Es war die erste Olympiamedaille für einen deutschen Schwimmer seit der Bronzemedaille über 100 Meter Rücken für Stev Theloke bei den Olympischen Spielen 2000 in Sydney. Im abschließenden 10-Kilometer-Freiwasserschwimmen gewann er in einer Zeit von 1:48:33 h mit 25 Sekunden Vorsprung vor dem Ungarn Kristóf Rasovszky die Goldmedaille.
Er war damit der erste deutsche Schwimmsportler seit Britta Steffen 2008, der eine Goldmedaille bei Olympischen Spielen gewann.
Bei den Kurzbahnweltmeisterschaften 2021 in Abu Dhabi schlug Wellbrock am 21. Dezember 2021 über die 1500 Meter nach 14:06,88 Minuten an und gewann die Goldmedaille, wobei er sich gegen Ahmed Hafnaoui und Mychajlo Romantschuk durchsetzte. Er verbesserte dabei die Weltrekordzeit, die seit 2015 Gregorio Paltrinieri hielt, um 1,18 Sekunden.
Zwei Tage zuvor hatte er bei der Wahl zu Deutschlands Sportler des Jahres 2021 hinter dem Tennisspieler Alexander Zverev den zweiten Platz belegt.
Bei den Weltmeisterschaften 2022 in Budapest gewann Wellbrock mit deutschem Rekord Silber über 800 Meter Freistil in 7:39,63 Minuten sowie die Bronzemedaille über 1500 Meter Freistil in 14:36,94 Minuten. Im Rahmen der Freiwasserwettbewerbe wurde Wellbrock sowohl Weltmeister mit der 4-mal-1,5-km-Staffel als auch über 5 km.
Mit der Bronzemedaille über 10 km Freiwasser stellte er den Rekord von fünf Medaillen eines deutschen Schwimmers im Rahmen einer einzelnen Schwimm-WM ein.
Wie viele andere Athleten auch erkrankte Wellbrock nach den Weltmeisterschaften an COVID-19. Dadurch konnte er längere Zeit nicht trainieren und reiste nicht in Topform zu den zwei Monate später stattfindenden Europameisterschaften 2022 in Rom an. Dort verzichtete er auf einen Start über 800 Meter Freistil. Als Fünftschnellster der Vorläufe (15:06,18 Minuten) ging Wellbrock ins Finale über 1500 Meter Freistil an den Start. Dort hatte er mit einer möglichen Bronzemedaille geliebäugelt, kam aber in einer Zeit von 15:02,51 Minuten beim Sieg seines ukrainischen Trainingskameraden Mychajlo Romantschuk (14:36,10 Minuten) nicht über einen fünften Platz hinaus. Er verzichtete daraufhin auf die Freiwasserwettbewerbe.

### 2023–2025: Mehrfacher Weltmeister im Freiwasser
Im Juli 2023 siegte Wellbrock bei den Schwimmweltmeisterschaften in Fukuoka im Freiwasserwettbewerb über zehn Kilometer. Auch über fünf Kilometer gewann er und konnte seinen Titel aus dem Vorjahr erfolgreich verteidigen.
Bei den Weltmeisterschaften 2025 in Singapur gewann der 27-Jährige im Juli die beiden Freiwasserrennen über fünf und zehn Kilometer und auch bei der neuen Disziplin Knockout-Sprints über 1500, 1000 und 500 Meter konnte er sich die Goldmedaille sichern.
Ein weiterer Sieg folgte als Mitglied der 4-mal-1,5-km-Staffel – mit Celine Rieder, Oliver Klemet und Isabel Gose. Damit ist Wellbrock der erste Schwimmer, der bei einer Weltmeisterschaft mehr als zwei Freiwasser-Titel erringen konnte.

## Privates
2019 schloss Wellbrock eine Ausbildung zum Immobilienkaufmann ab. Seit Dezember 2021 ist er mit der ehemaligen Schwimmerin Sarah Wellbrock, geb. Köhler, verheiratet.

## Auszeichnungen
- Juli 2019, Dezember 2021, Juni 2022: Sportler des Monats
- 2019: Bambi in der Kategorie „Sport“
- 2019, 2021, 2023: Freiwasserschwimmer des Jahres
- 2021: Nach den Erfolgen bei den Olympischen Spielen wurde Florian Wellbrock 2021 zusammen mit seinem Trainer Bernd Berkhahn auf dem Sports Walk of Fame in Magdeburg verewigt.[27]
- 2021: Silbernes Lorbeerblatt[28]
- 2021: Sportler des Jahres, 2. Platz
- 2022: Sportler des Jahres, 3. Platz